# خطب سفلي
خطب سفلي هي قرية في مقاطعة مراغة، إيران. عدد سكان هذه القرية هو 167 في سنة 2006.